# British Independent Film Awards 2015
La cerimonia di premiazione della 18ª edizione dei British Independent Film Awards ha avuto luogo il 6 dicembre 2015 all'Old Billingsgate di Londra.
Le candidature sono state annunciate il 3 novembre 2015. Il maggior numero di candidature (sette) è stato ottenuto da The Lobster che si è poi aggiudicato il premio per la migliore attrice non protagonista, seguito da 45 anni e Macbeth con sei candidature: nessuno dei due film ha poi vinto nulla.
Quattro invece i riconoscimenti assegnati a Ex Machina che ha dunque vinto in tutte le categorie nelle quali era stato nominato (nella categoria per il miglior contributo tecnico aveva ricevuto due nominations).

## Vincitori e candidati
I vincitori sono indicati in grassetto.

### Miglior film indipendente britannico
- Ex Machina, regia di Alex Garland
- 45 anni (45 Years), regia di Andrew Haigh
- Amy, regia di Asif Kapadia
- The Lobster, regia di Yorgos Lanthimos
- Macbeth, regia di Justin Kurzel

### Miglior regista
- Alex Garland – Ex Machina
- Andrew Haigh – 45 anni (45 Years)
- Asif Kapadia – Amy
- Yorgos Lanthimos – The Lobster
- Justin Kurzel – Macbeth

### Premio Douglas Hickox al miglior regista esordiente
- Stephen Fingleton – The Survivalist
- Corin Hardy – The Hallow
- Paul Katis – Kajaki
- Chris Blaine e Ben Blaine – Nina Forever
- John Maclean – Slow West

### Miglior sceneggiatura
- Alex Garland – Ex Machina
- Andrew Haigh – 45 anni (45 Years)
- Nick Hornby – Brooklyn
- Amy Jump – High-Rise - La rivolta (High-Rise)
- Yorgos Lanthimos e Euthymīs Filippou – The Lobster

### Miglior attrice
- Saoirse Ronan – Brooklyn
- Marion Cotillard – Macbeth
- Carey Mulligan – Suffragette
- Charlotte Rampling – 45 anni (45 Years)
- Alicia Vikander – The Danish Girl

### Miglior attore
- Tom Hardy – Legend
- Tom Courtenay – 45 anni (45 Years)
- Colin Farrell – The Lobster
- Michael Fassbender – Macbeth
- Tom Hiddleston – High-Rise - La rivolta (High-Rise)

### Miglior attrice non protagonista
- Olivia Colman – The Lobster
- Helena Bonham Carter – Suffragette
- Anne-Marie Duff – Suffragette
- Sienna Miller – High-Rise - La rivolta (High-Rise)
- Julie Walters – Brooklyn

### Miglior attore non protagonista
- Brendan Gleeson – Suffragette
- Luke Evans – High-Rise - La rivolta (High-Rise)
- Domhnall Gleeson – Brooklyn
- Sean Harris – Macbeth
- Ben Whishaw – The Lobster

### Miglior esordiente
- Abigail Hardingham – Nina Forever
- Agyness Deyn – Sunset Song
- Mia Goth – The Survivalist
- Milo Parker – Mr. Holmes - Il mistero del caso irrisolto (Mr. Holmes)
- Bel Powley – A Royal Night Out

### Miglior produzione
- Paul Katis, Andrew De Lotbiniere – Kajaki
- Triston Goligher – 45 anni (45 Years)
- James Gay-Rees – Amy
- Ceci Dempsey, Ed Guiney, Yorgos Lanthimos, Lee Magiday – The Lobster
- David A Hughes, David Moores – The Violators

### Miglior contributo tecnico
- Andrew Whitehurst (effetti visivi) – Ex Machina
- Adam Arkapaw (fotografia) – Macbeth
- Mark Digby (scenografia) – Ex Machina
- Chris King (montaggio) – Amy
- Fiona Weir (casting) – Brooklyn

### Miglior documentario britannico
- Dark Horse: The incredible True Story of Dream Alliance, regia di Louise Osmond
- Amy, regia di Asif Kapadia
- How To Change The World, regia di Jerry Rothwell
- Palio, regia di Cosima Spender
- A Syrian Love Story, regia di Sean McAllister

### Miglior cortometraggio britannico
- Edmond, regia di Nina Gantz
- Balcony, regia di Toby Fell-Holden
- Crack, regia di Peter King
- Love is Blind, regia di Dan Hodgson
- Manoman, regia di Simon Cartwright

### Miglior film indipendente internazionale
- Room, regia di Lenny Abrahamson
- Carol, regia di Todd Haynes
- Forza maggiore (Force Majeure), regia di Ruben Östlund
- Diamante nero (Bande de filles), regia di Céline Sciamma
- Il figlio di Saul (Saul fia), regia di László Nemes

### Premio Discovery
- Orion: The Man Who Would Be King, regia di Jeanie Finlay
- Aaaaaaaah!, regia di Steve Oram
- Burn Burn Burn , regia di Chanya Button
- The Return, regia di Oliver Nias
- Winter, regia di Heidi Greensmith

### Premio Richard Harris
- Chiwetel Ejiofor

### Premio Variety
- Kate Winslet

### Premio speciale della giuria
- Chris Collins